# عبد الرحمن باشا اليوسف
عبد الرحمن باشا اليوسف (1871-1920)، أمير مَحمل الحج الشامي وعضو مجلس الأعيان في الدولة العثمانية ونائب دمشق في مجلس المبعوثان. عُين رئيساً لمجلس الشورى في نهاية عهد الملك فيصل الأول وخلال الأسابيع الأولى من الانتداب الفرنسي في سورية. قُتل مع رئيس الحكومة السورية علاء الدين الدروبي في قرية خربة غزالة في سهل حوران يوم 21 آب 1920.

## البداية
ولِد عبد الرحمن اليوسف في حي ساروجا بدمشق، خارج أسوار المدينة القديمة، وكان نسبه لأُسرة كُردية جاءت من مدينة ديار بكر إلى دمشق في مطلع القرن التاسع عشر. والده محمد باشا اليوسف كان أحد الأعيان الدمشقيين النافذين في الدولة العثمانية، تسلّم مناصب إدارية وسياسية رفيعة في كل من حمص وعكا وطرابلس الشام. وَرِثَ عبد الرحمن اليوسف ثروة طائلة عن جده لأمه، الوجيه الكُردي محمد سعيد شمدين آغا، وعُيّن أميراً لمَحمل الحج الشامي خلفاً له عام 1891، وهو في العشرين من عمره. اعترض الكثير من الأعيان على تولّي اليوسف لهذا المنصب الحسّاس، بالرغم من صغر سنه وانعدام خبرته، وهو من أجلّ المناصب الإسلامية وأعظم الوظائف الدينية. كان أول المعترضين أحمد عزت باشا العابد، أمين سر السلطان عبد الحميد الثاني، الذي أراد أن يكون هذا المنصب الرفيع من حصة عائلة العابد الدمشقية. تدخل الشيخ أبو الهدى الصيّادي، أحد مستشاري السلطان السوريين، لفض الخلاف لصالح اليوسف، وحصلت قطيعة يومها بين عائلتي اليوسف والعابد، وكلاهما من سكان حي سوق ساروجا، استمرت طويلاً حتى زواج زهراء اليوسف، شقيقة عبد الرحمن اليوسف، من محمد علي العابد، ابن أحمد عزت العابد.

## ثروة اليوسف
تَعَلَم اليوسف من تجربة والده، الذي استفاد كثيراً من زواجه من آل شمدين آغا، فقام بعقد قرانه على فايزة العظم، كريمة خليل باشا العظم، وهي سليلة أسرة سياسية عَريقة وثرية، حَكمت دمشق طوال القرن الثامن عشر وتولى الكثير من أبنائها إمارة الحَج. أدت هذه الزيجة إلى مضاعفة ثروة اليوسف وإلى تمتين صلات القربى بينه وبين أعيان دمشق. إضافةً لما ورثه من جده لأمه وما اكتسبه من مال عن طريق مصاهرته لآل العظم، كانت أراضيه الزراعية الخصبة التي ورثها عن أبيه تدرّ عليه ما لا يقل عن عشرة الآف ذهبة سنوياً. كان كريماً جداً وسخياً مع كل من عَمل معه، لكسب احترام الناس وولائهم، فعلى سبيل المثال، كان راتب وكيله العام عشر ليرات ذهبية في السنة، وهو أعلى راتب عرفته مدينة دمشق في حينها، وكان يَدفع خمس ليرات ذهبية سنوياً لكل مُحاسب، وليرة ونصف الليرة لكل مختار من مخاتير القرى التي كان يَملكها، مع نسبة من أرباح عائداتها الزراعية الموسمية. مع مطلع القرن العشرين، كان عبد الرحمن اليوسف يَملك كامل الشاطئ الشرقي من بحيرة طبريا، وثلاثة قرى بأكملها في غوطة دمشق الشرقية، إضافة لخمس قرى في سهل البقاع وأربع وعشرين قرية في الجولان، مما جعله، بحسب أقاويل الناس في حينها، الرجل الأغنى بين المسؤولين العرب في السلطنة العثمانية، لا يضاهيه أحد إلا أحمد عزت باشا العابد.

## العمل السياسي في زمن الدولة العثمانية
أدّى عبد الرحمن اليوسف دوراً هاماً في التقارب العثماني الألماني وشارك في تنظيم استقبال القيصر غليوم الثاني خلال زيارته لدمشق عام 1898، حيثُ حلّ ضيفاً في قصر اليوسف بسوق ساروجا. استمر اليوسف في منصبه وحافظ على ولائه للسلطان عبد الحميد الثاني حتى وقوع الانقلاب العثماني في صيف عام 1908، والذي جاء بجمعية الاتحاد والترقي إلى الحكم. تحالف اليوسف مع حكام اسطنبول الجدد، وانتُخب نائباً عن ولاية سورية في البرلمان العثماني في كانون الأول عام 1909، إضافة لمنصبه أميراً للحج الشامي. أُعيد انتخابه عام 1912 وفي عام 1914، عُيّن عضواً في مجلس الأعيان وفي اللجنة المركزية لجمعية الاتحاد والترقي، كما كُلف برئاسة فرعها في دمشق. وفي عام 1909 سافر اليوسف إلى اسطنبول لمبايعة السلطان الجديد محمد رشاد الخامس، المُعين من قِبل الاتحاديين، والذي قام بدوره بتجديد تَكليف اليوسف بإمارة الحج.
عارض اليوسف الجمعيات العربية التي نشطت داخل السلطنة العثمانية قبل الحرب العالمية الأولى، وقال إنها لا تمثل الشارع السوري، كما كان له موقف سلبي من الجمعية العربية الفتاة التي أنشئت في باريس وسعت للحصول على بعض الإصلاحات من الدولة العثمانية تجاه الولايات العربية، عادّاً جميع أعضائها مجرد أداة في يد الحكومتين الفرنسية والبريطانية. ولم يُحرك اليوسف ساكناً للدفاع عن بعض زملائه العرب في مجلس المبعوثان، أمثال عبد الوهاب الإنكليزي وشكري العسلي، عند إلقاء القبض عليهم ومحاكمتهم أمام الديوان العرفي بتهمة التخابر لصالح دولة أجنبية ضدّ مصالح السلطنة العثمانية. ضمت القائمة زميله في مجلس الأعيان الشيخ عبد الحميد الزهراوي، وشفيق بك مؤيد العظم، أحد أقرباء آل اليوسف. أُعدم جميع هؤلاء على دفعتين، كانت الأولى في بيروت في آب 1915 والثانية في ساحتي الشهداء والمرجة في بيروت ودمشق يوم 6 أيار 1916.

## سقوط دمشق بيد الحلفاء والقوات العربية
بعد سقوط الدولة العثمانية في إثر انتهاء الحرب العالمية الأولى، رَفض عبد الرحمن اليوسف مبايعة حاكم المدينة الجديد الأمير فيصل بن الحسين، نجل الشريف حسين بن علي، قائد الثورة العربية الكبرى. لم يكن اليوسف من مؤيدي تلك الثورة، ورآها خيانة للخلافة الإسلامية، مخططاً لها من قبل الحكومة البريطانية الداعمة للشريف حسين وأبنائه. كان خارج المدينة ليلة سقوطها في يد الجيوش العربية والحلفاء، يوم 1 تشرين الأول 1918، في مهمة رسمية في اسطنبول، وتردد في العودة إلى دمشق، خوفاً على ماله وسلامته الشخصية من أنصار فيصل ودعاة القومية العربية، الذين هددوا بالانتقام من كل من لم يقف معهم في ثورتهم. ولكنه عدا عن رأيه بعد رسالة وصلته من الأمير فيصل، عبر الحاكم العسكري رضا باشا الركابي، تدعوه للمشاركة في العهد الجديد، مع إعطائه كامل الأمان.

## تأسيس الحزب السوري الوطني
حاول عبد الرحمن اليوسف الدخول في الحياة السياسية مجدداً، بعد تجريده من منصب إمارة الحج، الذي تمّ إلغاؤه في العهد الفيصلي، وشارك بتأسيس حزب سياسي يدعى الحزب السوري الوطني، الذي عُرف شعبياً بحزب الذوات، نظراً لتواجد اليوسف في صدارته. تشكل الحزب من هيئة إدارية مؤلفة من ستة عشر عضواً وهيئة استشارية فيها خمسة وعشرون عضواً، جميعهم من الأعيان. لم يكن للحزب أي برنامج سياسي واضح، سوى المطالبة باستقلال سورية بحدودها الطبيعية وضمان وحدة أراضيها، ولم يتضمن أي إشارة في أدبياته إلى ميول أعضائه العثمانية وانتقادهم المبطن للدولة الهاشمية التي أقيمت في دمشق. من اللافت لجوء اليوسف وصحبه إلى الهوية السورية في اسم الحزب، وهي المرة الأولى التي يعرّف أمير الحج الأسبق على نفسه بأنه سوري، لا عثماني. جاء في بيان التأسيس مطالبة أعضاء الحزب بنظام ملكي دستوري، يقيّد صلاحيات الأمير فيصل ويجعله مسؤولاً أمام مجلس نواب مُنتخب. وطالبوا بالتساوي في الحقوق والواجبات بين جميع مكونات الشعب السوري، دون التفريق بين أي عرق أو دين. ولكي لا يبقى الحزب مرتبطاً بالذوات، طالب أعضاؤه بإنشاء صناديق للتعاون الاقتصادي تقوم على تبرعات الأعضاء المؤسسين لرفع السوية المعيشية لكافة أبناء الشعب السوري، وكان من ضمن أهدافهم تنشيط التجارة والصناعة والزراعة وصون حقوق النقابات والعمال.
في نظرة إلى أسماء الآباء المؤسسين للحزب السوري الوطني، نجد قائمة من النخب الدمشقية من جيل الشباب، أمثال الشيخ تاج الدين الحسني، نجل المحدّث الأكبر الشيخ بدر الدين الحسني، أحد أشهر عُلماء الشام في حينها وأكثرهم احتراماً ونفوذاً في المشرق العربي. وفي محاولة لاستمالة العلماء إلى صفوف الحزب، تعاون اليوسف مع أمين الفتوى في دمشق الشيخ عبد المحسن الأسطواني ومع الشيخ عبد القادر الخطيب، خطيب الجامع الأموي.

## نائباً في المؤتمر السوري الأول
في عام 1919، انتخب عبد الرحمن اليوسف نائباً عن دمشق في المؤتمر السوري الأول، وهي أول سلطة تشريعية منتخبة في سورية في زمن الاستقلال الأول، وأصبح نائباً لرئيس المجلس محمّد فوزي باشا العظم. وفي يوم 8 آذار 1920، قام هذا المؤتمر بإعلان استقلال سورية بحدودها الطبيعة، رافضاً مشروع وعد بلفور في فلسطين ومتحدياً مقررات اتفاقية سايكس بيكو التي أعطت سورية ولبنان إلى الحكومة الفرنسية، لإقامة انتداب عليها متفق عليه مع حليفتها البريطانية. وفي نفس اليوم بايع أبناء الشعب السوري، بما فيهم اليوسف، الأمير فيصل بن الحسين ملكاً عليهم، ليعرف من يومها بلقب فيصل الأول.
مَثّلَ اليوسف جيل الشيوخ في هذا المجلس، مع محمد فوزي العظم ومرعي باشا الملاح، كبير زعماء مدينة حلب، وظهر خلاف واضح في سياساتهم ونظرتهم للشؤون العامة عن الجيل الجديد من النواب، المحسوبين على الملك فيصل. عندما بدأ زحف الجيش الفرنسي تجاه دمشق، قدوماً من الساحل السوري حيث كان متواجداً منذ عام 1918، نصحَ اليوسف بتجنب أي مواجهة عسكرية، حفاظاً على أرواح السوريين، لأنه رأى أن جيشهم الصغير كان لا بُدّ له أن يُهزم أمام الجيش الفرنسي المتفوق عليه، عسكرياً وتقنياً.

## جريمة خربة غزالة
بعد هزيمة الجيش السوري في معركة ميسلون وخلع الملك فيصل عن عرش الشام، شكلت حكومة سورية جديدة برئاسة الوجيه الحمصي علاء الدين الدروبي، أُسند لعبد الرحمن اليوسف فيها منصب رئيس مجلس الشورى، خلفاً لرضا الصلح. فرض المندوب السامي الفرنسي الجديد هنري غورو غرامة مادية على كافة المُدن السورية، عقاباً على دعمها للجيش الفيصلي في معركة ميسلون، ورفض أهالي سهل حوران دفعها، معلنين ولاءهم الكامل لملكهم المخلوع. شُكل وفد حكومي رفيع لمفاوضة الحورانيين، برئاسة الدروبي وعضوية اليوسف ووزير الداخلية عطا الأيوبي، إضافة لاثنين من العلماء، هما عبد القادر الخطيب، عضو حزب اليوسف، والشيخ عبد الجليل الدرة، أحد المُدرسين المحترمين في مدينة درعا وريفها.
سافر الوفد إلى حوران يوم 21 آب 1920 وعند وصوله إلى قرية خربة غزالة، أطلق أحد الجنود السنغاليين المرافقين للوفد النار على جمع من الحورانيين المتواجدين في المحطة، خوفاً من البنادق التي كانت بين أيديهم. لم يَعلم هؤلاء الجنود القادمون من مستعمرات فرنسا في شمال أفريقيا أن اطلاق النار في استقبال الضيوف كان تعبيراً عن الفرح في الكثير من مُدن سورية والشرق الأوسط. قتل ثلاثة جنود سنغاليين، ونَزل اليوسف من القطار إلى المحطة، فلحق به بعض المسلحين وقتلوه، وكذلك قتلوا رئيس الوزراء. أما عطا الأيوبي، وزير الداخلية، فقد نجا من الموت بواسطة أحد تجار الميدان الموجودين حينها في محطة خربة غزالة.

## بعد الجريمة
بقي جثمانا اليوسف وعلاء الدين الدروبي في خربة غزالة شهراً كاملاً بسبب توقف الرحلات البرية بين دمشق وسهل حوران، ليعاد إلى العاصمة السورية يوم 20 أيلول 1920. أقيمت لهما جنازة رسمية شارك فيها مندوب عن الجنرال الفرنسي هنري غورو وجمع من الوزراء والضباط. دُفن عبد الرحمن اليوسف في مقبرة الدحداح والدروبي في مسقط رأسه في مدينة حمص.

## ذكرى اليوسف
بعد اثنتي عشرة سنة على وفاته، قدمت عائلة اليوسف قطعة أرض للدولة السورية، تقع بين حي ركن الدين وبرزة، لإقامة مستشفى ابن النفيس ووضع في مدخلها لوحة مصنوعة من رخام كتب عليها هذا المشروع تقدمة أبناء عبد الرحمن باشا اليوسف، تخلدياً لذكرى والدهم. وفي عام 1949، عُيّن أكبر أبنائه محمد سعيد اليوسف محافظاً على مدينة دمشق في عهد الرئيس هاشم الأتاسي، وكان شقيقه حسن سامي اليوسف عضواً في الحزب الوطني. وعند تحويل قصر العظم وسط سوق البزورية إلى متحف، وضع مُجسم خاص لعبد الرحمن اليوسف عند القسم الخاص بمحمل الحج الشامي.

## تجسيد شخصيته على شاشة التلفزيون
في عام 2000 لعب الفنان الفلسطيني أحمد رافع دور عبد الرحمن باشا اليوسف في مسلسل «الخوالي.»